# Montpelier (Wisconsin)
Montpelier es un pueblo ubicado en el condado de Kewaunee en el estado estadounidense de Wisconsin. En el Censo de 2010 tenía una población de 1.306 habitantes y una densidad poblacional de 13,95 personas por km².

## Geografía
Montpelier se encuentra ubicado en las coordenadas 44°27′33″N 87°42′25″O / 44.45917, -87.70694. Según la Oficina del Censo de los Estados Unidos, Montpelier tiene una superficie total de 93.62 km², de la cual 93.59 km² corresponden a tierra firme y (0.03%) 0.03 km² es agua.

## Demografía
Según el censo de 2010, había 1.306 personas residiendo en Montpelier. La densidad de población era de 13,95 hab./km². De los 1.306 habitantes, Montpelier estaba compuesto por el 97.09% blancos, el 0.38% eran afroamericanos, el 0.38% eran amerindios, el 0.15% eran asiáticos, el 0.15% eran isleños del Pacífico, el 1% eran de otras razas y el 0.84% pertenecían a dos o más razas. Del total de la población el 1.15% eran hispanos o latinos de cualquier raza.